# كلود ماي
كلود ماي (بالفرنسية: Claude May)‏ هي ممثلة فرنسية، ولدت في 18 يوليو 1913 في فرنسا، وتوفيت في 3 يوليو 2009 بسان جيانيت في فرنسا.

## أعمال

### أفلام
- (1935) لا بانديرا[2]
- (1951) أتول كيه

## وصلات خارجية
- كلود ماي على موقع IMDb (الإنجليزية)
- كلود ماي على موقع ألو سيني (الفرنسية)
- كلود ماي على موقع قاعدة بيانات الأفلام السويدية (السويدية)
- كلود ماي على موقع قاعدة بيانات الفيلم (الإنجليزية)
- كلود ماي على موقع كينوبويسك (الروسية)